# Chelsea Bridge
Chelsea Bridge to wiszący most nad Tamizą w zachodnim Londynie łączący dzielnicę Chelsea i Battersea. Most posiada łączną długość 210 m. Budowa mostu rozpoczęła się w 1851 r., a autorem projektu był Thomas Page. 28 marca 1858 r. most został oddany do użytku, zaś od 1879 zaczęto pobierać opłaty za przejazd.  
Obecny wygląd mostu jest inny niż zbudowany pierwowzór, zastąpienie oryginalnego wyglądu mostu z 1858 r. jest dziełem G. Tophama Forresta. Most został oficjalnie otwarty 6 maja 1937 r. 
W pobliżu znajdują się: na wschód od mostu – Elektrownia Battersea, a przylega od zachodu – Battersea Park.

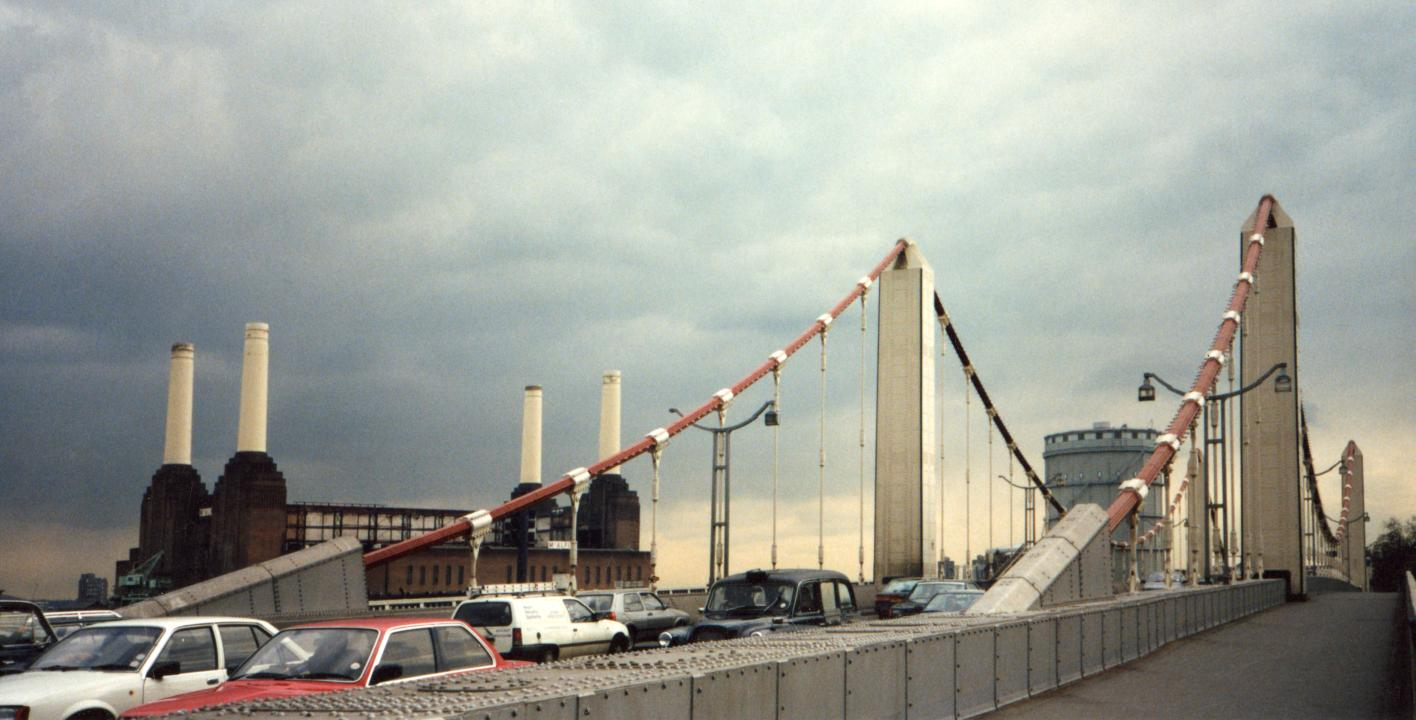
Chelsea Bridge i Elektrownia Battersea.
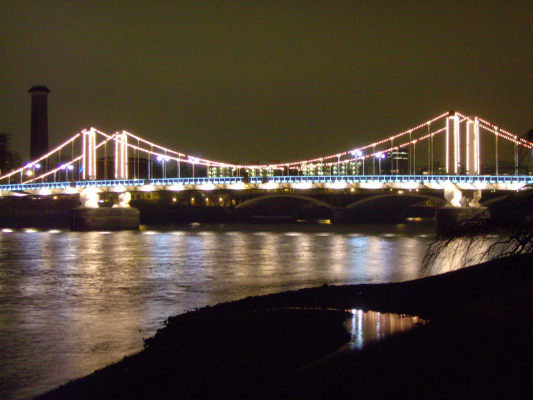
Nocny widok na most